# The Golden Voices of Gospel
The Golden Voices of Gospel ist ein Chor unter der Leitung von Reverend Dwight Robson, der aus Angehörigen der US-amerikanischen Gospel-Szene besteht. 

## Geschichte
Der Chor wurde 2000 von Reverend Dwight Robson in New York City gegründet, wobei er unter ähnlichem Namen schon vorher aktiv war. Der Chor veranstaltet eigene Konzerte, bietet aber auch Workshops an. In Europa wurde er vor allem als Background-Chor für so unterschiedliche Künstler wie Michael Jackson, Florian Silbereisen, Bonnie Tyler, André Rieu, Helene Fischer und Klubbb3 bekannt. Ihre größten Auftritte hatten The Golden Voices of Gospel bei Wetten, dass..?, wo Dwight Robson den Chor bei Michael Jacksons Earth Song leitete, sowie als Chor bei Helene Fischers Hit Wenn du lachst, den sie mit der Künstlerin unter anderem bei der Bambi-Verleihung 2017 vortrugen. Weitere Auftritte hatten sie bei Guten Morgen Österreich, Adventsfest der 100.000 Lichter, den Schlagerchampions sowie beim Schlagerboom.
The Golden Voices of Gospel treten als Charity-Partner von World Vision International auf. Der Chor steht bei Black Artist Entertainment unter Vertrag.
2021 veröffentlichten sie das Weihnachtsalbum Hallelujah. Dabei wurden sie bei Happy Xmas (War Is Over) von Ross Antony und bei Wir wollen Frieden von Stefan Mross und Anna-Carina Woitschack unterstützt. Das Album erreichte Platz 79 der deutschen Charts.

## Aktuelle Besetzung
Derzeit besteht die Gruppe aus folgenden Sängern und Sängerinnen:
- Dwight Robson (Gesang, Musikdirektor)
- Doug Carpenter (Gesang)
- Domi Jo (Gesang)
- Tonia Rivers (Gesang)
- Candace Stevens (Gesang)
- Raphaela Cupidin (Gesang)
- Garrick Vaughan (Gesang)
- Jaqueline Burris (Gesang)
- George Anthony (Gesang)
- Jeffrey Smith (Klavier)
- Darrell Fair (Schlagzeug)
- Ray Mahumane (Gitarre)

## Diskografie
Alben
- 2021: Hallelujah (Telamo)